# Jean-Paul II (rose)
Pour les articles homonymes, voir Jean-Paul II (homonymie).
'Jean-Paul II' est un cultivar de rosier obtenu avant 2006 par le Dr Keith Zary, et introduit au commerce en 2006 par la maison américaine Jackson & Perkins. Il rend hommage au pape Jean-Paul II. C'est l'une des roses les plus parfumées au monde.

## Description
Il s'agit d'un rosier hybride de thé à grandes fleurs doubles (50 pétales) de 15 cm, d'un blanc immaculé et très parfumées, aux nuances citronnées. Sa floraison intervient de fin mai aux gelées.
Son buisson au port érigé présente un beau feuillage vert foncé brillant. Ce rosier a besoin d'une exposition ensoleillée. Il résiste à des températures hivernales de -15° à -20°.
Cette rose éclaire les massifs et embaume les jardins. Ses longues tiges en font une fleur parfaite pour les bouquets.